# Ergo- og fysioterapeutskole
En ergo- og fysioterapeutskole eller fysio- og ergoterapeutskole bruges som en er fællesbetegnelse for en højere uddannelsesinstitution, der udbyder følgende to terapeutiske mellemlange videregående uddannelser:
- Ergoterapeutuddannelsen (professionsbachelor i ergoterapi)
- Fysioterapeutuddannelsen (professionsbachelor i fysioterapi)

Ergo- og fysioterapeutskolerne, der i dag har status af professionshøjskoler (University College), hed tidligere terapiassistentskoler.

## Eksterne kilder, links og henvisninger
- Undervisningsministeriets bekendtgørelse af 30. marts 2001 om ergoterapeutuddannelsen
- Undervisningsministeriets bekendtgørelse af 30. marts 2001 om fysioterapeutuddannelsen

| Ergoterapi og fysioterapi | Spire Denne artikel om ergoterapi eller fysioterapi er en spire som bør udbygges. Du er velkommen til at hjælpe Wikipedia ved at udvide den. |